# Улица Максима Горького (Новосибирск)
Улица Макси́ма Го́рького (до 1920 года — Тобизеновская улица) — улица в Центральном и Железнодорожном районах Новосибирска.
Начинается от безымянного проезда, соединяющего улицу Максима Горького с проспектом Димитрова. Пересекается с улицами Революции, Урицкого, Советской, Красным проспектом (в районе которого к улице примыкает также Октябрьская магистраль), Серебренниковской, Каменской и Семьи Шамшиных. Между улицей Советской и Красным проспектом одну сторону улицы образует Первомайский сквер, а между Красным проспектом и улицей Серебренниковской — Сквер Героев Революции (бо́льшую часть). Оканчивается напротив ТРЦ «Аура», фактически «упираясь» в него.

## История
Первоначальное название улицы — Тобизеновская — в честь губернатора Томской губернии Германа Августовича фон-Тобизена (1845—1917). В 1920 году переименована в улицу Максима Горького.

### Исторические здания

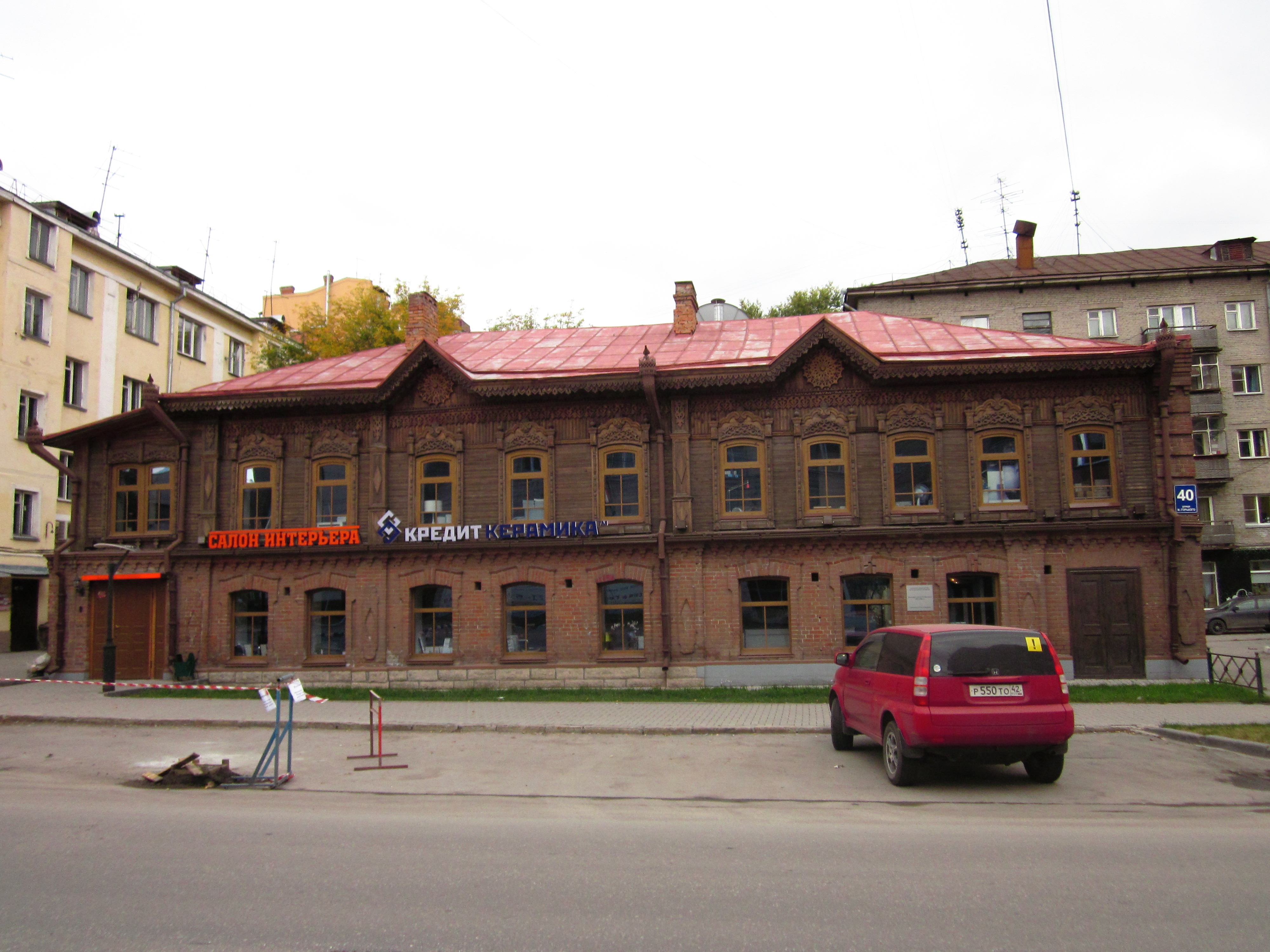
Дом Е. Я. Верховой

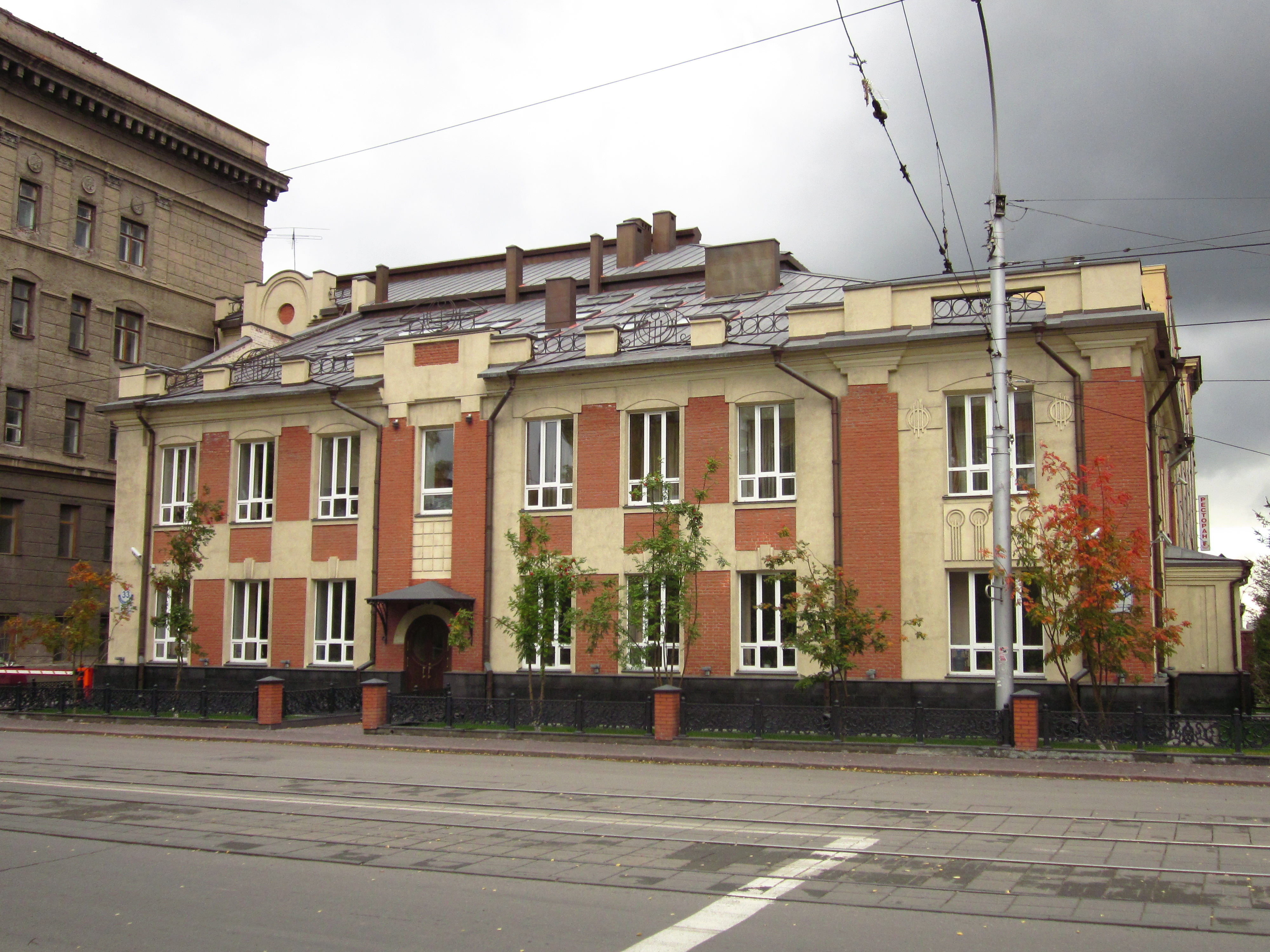
Жилой дом начала XX века

### Дореволюционный период
- Дом на Горького, 20 (сооружён в конце XIX века) — памятник деревянного зодчества.[4]

- Дом Е. Я. Верховой (построен в 1907—1908 гг., ул. М. Горького, 40) — памятник деревянного зодчества.[5]

- Дом купца Крюкова (угол М. Горького и Советской). Сооружён в 1908 году. В настоящее время в доме находятся два заведения: винный бутик «Кабинет» и ресторанный комплекс La Maison, где в 2007 году ужинали Владимир Путин и Нурсултан Назарбаев.[6]

- Дом на Горького, 18 (построен в 1914 г.) — памятник деревянного зодчества.[7]

- Дом на Горького, 16 (построен в 1917 г.) — памятник деревянного зодчества. В здании расположены исключительно музеи:

Сибирская береста (основан в 2002 г.)
Музей СССР (основан в 2009 г.)
Сибирский дом сказки (основан в 2011 г.)
- Дом на Горького, 81 — деревянный одноэтажный дом, построенный в 1910 году. Памятник архитектуры регионального значения[10].

### Советский период
- Здание конторы Госэлектросиндиката (построено в 1928—1929 гг.)[11]

- Дом Социалистического земледелия (построен в 1936 г., ул. М. Горького, 78). Архитектор Николай Сергеевич Кузьмин. В 1941 году в здании был размещён стратегический НИИ 39 (НИИ измерительных приборов), эвакуированный в Новосибирск. В 1952 году по проекту архитектора Н. Г. Васильева здание было перестроено.[12]

- Жилой дом по улице Горького 26а — двухэтажное кирпичное здание. Вероятная дата постройки — 1940 год. Архитектор — Николай Храненко. Памятник архитектуры регионального значения[13][14].

## Религиозные учреждения

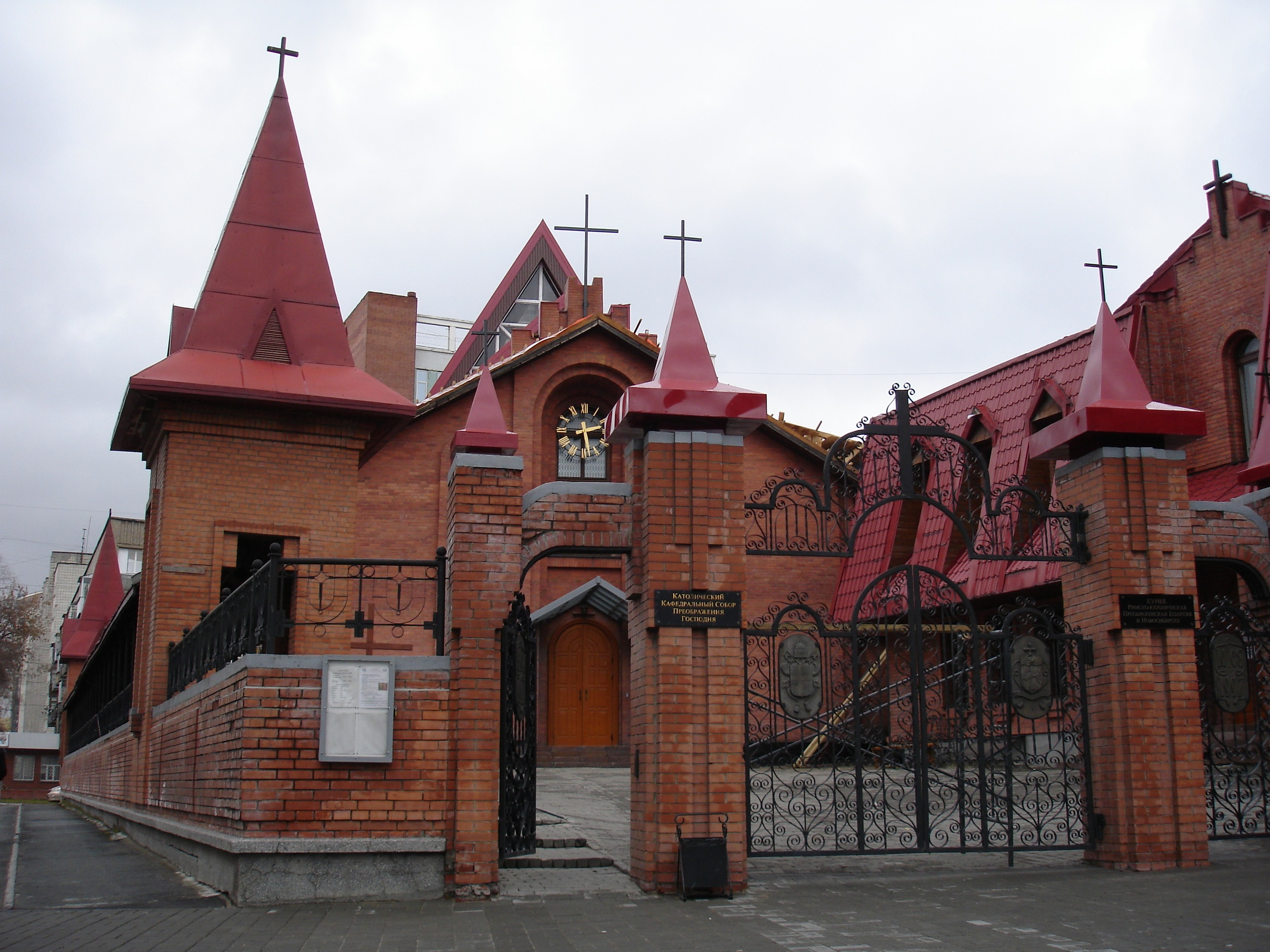
Собор Преображения Господня. Фото 2011 года

- Собор Преображения Господня — католический кафедральный собор, строительство которого происходило с 1992 по 1997 гг.

## Кинотеатры
- Пионер, кинотеатр (сооружён в 1935 г.) — до 1941 года назывался «Юнгштурм», после чего получил название «Пионер». В 1945 г. был сделан капитальный ремонт. В этом же году по проекту архитектора К. К. Леонова здание реконструировали.[15]

## Учреждения

### СМИ
- Российская газета (филиал в Новосибирске)

### Прочие организации
- Немецкий культурный центр имени Гёте
- Сибирский институт психоанализа
- Право, коллегия адвокатов
- Новосибирский завод имени Коминтерна

## Известные жители
- Арнольд Михайлович Кац (1924—2007) — советский и российский дирижёр. Жил на улице Горького № 12[16].
- Михаил Петрович Михеев (1911—1993) — русский, советский писатель и поэт. Жил на улице Горького с 1937 по 1969 годы[17].